# 黑钻头蛛
黑钻头蛛（学名：Hylyphantes nigritus）为皿蛛科钻头蛛属的动物。在中国大陆，分布于吉林等地。